# ایرینا کاراوایوا
ایرینا کاراوایوا (به انگلیسی: Irina Karavayeva) ژیمناست زادهٔ ۱۸ مهٔ ۱۹۷۵ میلادی اهل کشور روسیه است.